# (73677) 1988 SA3
(73677) 1988 SA3 – planetoida z grupy trojańczyków okrążająca Słońce w ciągu 12 lat i 35 dni w średniej odległości 5,27 j.a. Została odkryta 16 września 1988 roku przez Schelte Busa.